# Hieracium subscabrescens
Hieracium subscabrescens, biljna vrsta iz porodice glavočika. Trajnica je iz roda runjika i endem iz Švedske.

## Vanjske poveznice
|  | Zajednički poslužitelj ima još gradiva o temi Hieracium subscabrescens |
|  | Wikivrste imaju podatke o taksonu Hieracium subscabrescens             |